# NGC 7013
NGC 7013 (другие обозначения — PGC 66003, UGC 11670, MCG 5-49-1, ZWG 491.2, IRAS21014+2941) — галактика в созвездии Лебедь.
Этот объект входит в число перечисленных в оригинальной редакции «Нового общего каталога».